# Episodes (Fernsehserie)/Episodenliste

Logo zur Serie

Diese Episodenliste enthält alle Episoden der britisch-US-amerikanischen Sitcom Episodes, sortiert nach ihrer Erstausstrahlung. Zwischen 2011 und 2017 entstanden in fünf Staffeln insgesamt 41 Episoden mit einer Länge von jeweils etwa 30 Minuten.

## Übersicht
| Staffel | Episodenanzahl | Erstausstrahlung UK | Erstausstrahlung UK | Erstausstrahlung USA | Erstausstrahlung USA | Deutschsprachige Erstausstrahlung | Deutschsprachige Erstausstrahlung |
| Staffel | Episodenanzahl | Staffelpremiere     | Staffelfinale       | Staffelpremiere      | Staffelfinale        | Staffelpremiere                   | Staffelfinale                     |
| ------- | -------------- | ------------------- | ------------------- | -------------------- | -------------------- | --------------------------------- | --------------------------------- |
| 1       | 7              | 10. Januar 2011     | 21. Februar 2011    | 9. Januar 2011       | 20. Februar 2011     |                                   |                                   |
| 2       | 9              | 11. Mai 2012        | 6. Juli 2012        | 1. Juli 2012         | 26. August 2012      |                                   |                                   |
| 3       | 9              | 14. Mai 2014        | 9. Juli 2014        | 12. Januar 2014      | 16. März 2014        |                                   |                                   |
| 4       | 9              | 11. Mai 2015        | 6. Juli 2015        | 11. Januar 2015      | 15. März 2015        |                                   |                                   |
| 5       | 7              | 30. März 2018       | 11. Mai 2018        | 7. August 2017       | 8. Oktober 2017      |                                   |                                   |

## Staffel 1
Die Erstausstrahlung der ersten Staffel war vom 9. Januar bis zum 20. Februar 2011 auf dem US-amerikanischen Fernsehsender Showtime zu sehen. Eine deutschsprachige Erstausstrahlung wurde bisher noch nicht gesendet. Allerdings erfolgte die Ausstrahlung im Originalton mit deutschen Untertiteln auf dem Sender ProSieben Maxx vom 5. bis zum 26. September 2013.
| Nr. (ges.) | Nr. (St.) | Deutscher Titel | Originaltitel | Erstausstrahlung USA | Deutschsprachige Erstausstrahlung (D) | Regie           | Drehbuch                     | Erstausstrahlung UK |
| ---------- | --------- | --------------- | ------------- | -------------------- | ------------------------------------- | --------------- | ---------------------------- | ------------------- |
| 1          | 1         | Das Angebot     | Episode 1     | 9. Jan. 2011         | —                                     | James Griffiths | David Crane & Jeffrey Klarik | 10. Jan. 2011       |
| 2          | 2         | Das Dinner      | Episode 2     | 16. Jan. 2011        | —                                     | James Griffiths | David Crane & Jeffrey Klarik | 17. Jan. 2011       |
| 3          | 3         | Las Vegas       | Episode 3     | 23. Jan. 2011        | —                                     | James Griffiths | David Crane & Jeffrey Klarik | 24. Jan. 2011       |
| 4          | 4         | Drehbeginn      | Episode 4     | 30. Jan. 2011        | —                                     | James Griffiths | David Crane & Jeffrey Klarik | 31. Jan. 2011       |
| 5          | 5         | Versuchungen    | Episode 5     | 6. Feb. 2011         | —                                     | James Griffiths | David Crane & Jeffrey Klarik | 7. Feb. 2011        |
| 6          | 6         | Rechtsverkehr   | Episode 6     | 13. Feb. 2011        | —                                     | James Griffiths | David Crane & Jeffrey Klarik | 14. Feb. 2011       |
| 7          | 7         | Der Abschied    | Episode 7     | 20. Feb. 2011        | —                                     | James Griffiths | David Crane & Jeffrey Klarik | 21. Feb. 2011       |

## Staffel 2
Die Erstausstrahlung der zweiten Staffel fand zwischen dem 11. Mai und dem 6. Juli 2012 auf dem britischen Fernsehsender BBC Two statt. Eine deutschsprachige Erstausstrahlung wurde bisher noch nicht gesendet; allerdings wurde die Ausstrahlung im Originalton mit deutschen Untertiteln vom 26. September bis zum 24. Oktober 2013 direkt im Anschluss an die erste Staffel auf dem Sender ProSieben Maxx gesendet.
| Nr. (ges.) | Nr. (St.) | Deutscher Titel | Originaltitel | Erstausstrahlung UK | Deutschsprachige Erstausstrahlung (D) | Regie           | Drehbuch                     | Erstausstrahlung USA |
| ---------- | --------- | --------------- | ------------- | ------------------- | ------------------------------------- | --------------- | ---------------------------- | -------------------- |
| 8          | 1         | In Trümmern     | Episode 1     | 11. Mai 2012        | —                                     | Jim Field Smith | David Crane & Jeffrey Klarik | 1. Juli 2012         |
| 9          | 2         | Bestechung      | Episode 2     | 18. Mai 2012        | —                                     | Jim Field Smith | David Crane & Jeffrey Klarik | 8. Juli 2012         |
| 10         | 3         | Echte Trauer    | Episode 3     | 25. Mai 2012        | —                                     | Jim Field Smith | David Crane & Jeffrey Klarik | 15. Juli 2012        |
| 11         | 4         | Jugend vor      | Episode 4     | 1. Juni 2012        | —                                     | Jim Field Smith | David Crane & Jeffrey Klarik | 22. Juli 2012        |
| 12         | 5         | Dicke Backe     | Episode 5     | 8. Juni 2012        | —                                     | Jim Field Smith | David Crane & Jeffrey Klarik | 29. Juli 2012        |
| 13         | 6         | Keine Freunde   | Episode 6     | 15. Juni 2012       | —                                     | Jim Field Smith | David Crane & Jeffrey Klarik | 5. Aug. 2012         |
| 14         | 7         | Übergewicht     | Episode 7     | 22. Juni 2012       | —                                     | Jim Field Smith | David Crane & Jeffrey Klarik | 12. Aug. 2012        |
| 15         | 8         | Abgesägt        | Episode 8     | 29. Juni 2012       | —                                     | Jim Field Smith | David Crane & Jeffrey Klarik | 19. Aug. 2012        |
| 16         | 9         | Mann des Jahres | Episode 9     | 6. Juli 2012        | —                                     | Jim Field Smith | David Crane & Jeffrey Klarik | 26. Aug. 2012        |

## Staffel 3
Im September 2012 verlängerten Showtime und BBC Two die Serie um eine dritte Staffel, die wiederum aus neun Episoden besteht. Die Ausstrahlung begann am 12. Januar 2014 auf Showtime.
| Nr. (ges.) | Nr. (St.) | Deutscher Titel | Originaltitel | Erstausstrahlung UK | Deutschsprachige Erstausstrahlung (D) | Regie             | Drehbuch                     | Erstausstrahlung USA |
| ---------- | --------- | --------------- | ------------- | ------------------- | ------------------------------------- | ----------------- | ---------------------------- | -------------------- |
| 17         | 1         | —               | Episode 1     | 14. Mai 2014        | —                                     | Iain B. MacDonald | David Crane & Jeffrey Klarik | 12. Jan. 2014        |
| 18         | 2         | —               | Episode 2     | 21. Mai 2014        | —                                     | Iain B. MacDonald | David Crane & Jeffrey Klarik | 19. Jan. 2014        |
| 19         | 3         | —               | Episode 3     | 28. Mai 2014        | —                                     | Iain B. MacDonald | David Crane & Jeffrey Klarik | 26. Jan. 2014        |
| 20         | 4         | —               | Episode 4     | 4. Juni 2014        | —                                     | Iain B. MacDonald | David Crane & Jeffrey Klarik | 2. Feb. 2014         |
| 21         | 5         | —               | Episode 5     | 11. Juni 2014       | —                                     | Iain B. MacDonald | David Crane & Jeffrey Klarik | 9. Feb. 2014         |
| 22         | 6         | —               | Episode 6     | 18. Juni 2014       | —                                     | Iain B. MacDonald | David Crane & Jeffrey Klarik | 16. Feb. 2014        |
| 23         | 7         | —               | Episode 7     | 25. Juni 2014       | —                                     | Iain B. MacDonald | David Crane & Jeffrey Klarik | 23. Feb. 2014        |
| 24         | 8         | —               | Episode 8     | 2. Juli 2014        | —                                     | Iain B. MacDonald | David Crane & Jeffrey Klarik | 9. Mär. 2014         |
| 25         | 9         | —               | Episode 9     | 9. Juli 2014        | —                                     | Iain B. MacDonald | David Crane & Jeffrey Klarik | 16. Mär. 2014        |

## Staffel 4
Die Erstausstrahlung der viertel Staffel auf Showtime begann am 11. Januar und endete am 15. März 2015.
| Nr. (ges.) | Nr. (St.) | Deutscher Titel | Originaltitel | Erstausstrahlung UK | Deutschsprachige Erstausstrahlung (D) | Regie             | Drehbuch                     | Erstausstrahlung USA |
| ---------- | --------- | --------------- | ------------- | ------------------- | ------------------------------------- | ----------------- | ---------------------------- | -------------------- |
| 26         | 1         | —               | Episode 1     | 11. Mai 2015        | —                                     | Iain B. MacDonald | David Crane & Jeffrey Klarik | 12. Jan. 2015        |
| 27         | 2         | —               | Episode 2     | 18. Mai 2015        | —                                     | Iain B. MacDonald | David Crane & Jeffrey Klarik | 18. Jan. 2015        |
| 28         | 3         | —               | Episode 3     | 25. Mai 2015        | —                                     | Iain B. MacDonald | David Crane & Jeffrey Klarik | 25. Jan. 2015        |
| 29         | 4         | —               | Episode 4     | 1. Juni 2015        | —                                     | Iain B. MacDonald | David Crane & Jeffrey Klarik | 1. Feb. 2015         |
| 30         | 5         | —               | Episode 5     | 8. Juni 2015        | —                                     | Iain B. MacDonald | David Crane & Jeffrey Klarik | 8. Feb. 2015         |
| 31         | 6         | —               | Episode 6     | 15. Juni 2015       | —                                     | Iain B. MacDonald | David Crane & Jeffrey Klarik | 15. Feb. 2015        |
| 32         | 7         | —               | Episode 7     | 22. Juni 2015       | —                                     | Iain B. MacDonald | David Crane & Jeffrey Klarik | 1. März 2015         |
| 33         | 8         | —               | Episode 8     | 29. Juni 2015       | —                                     | Iain B. MacDonald | David Crane & Jeffrey Klarik | 8. März 2015         |
| 34         | 9         | —               | Episode 9     | 6. Juli 2015        | —                                     | Iain B. MacDonald | David Crane & Jeffrey Klarik | 15. März 2015        |

## Staffel 5
Am 10. Juni 2015 verlängerte Showtime die Serie um eine 5. Staffel. Am 11. April 2016 wurde bekannt gegeben, dass es die letzte Staffel der Serie sein soll. Die auf sieben Episoden ausgelegte finale Staffel wurde vom 20. August bis zum 8. Oktober 2017 auf Showtime ausgestrahlt. Das Serienfinale „Episode Seven“ markierte am 8. Oktober 2017 das Ende der Serie. In Großbritannien erfolgte die Erstausstrahlung der fünften Staffel vom 30. März bis zum 11. Mai 2018 auf BBC Two. Eine deutschsprachige Erstausstrahlung wurde bisher nicht gesendet.
| Nr. (ges.) | Nr. (St.) | Deutscher Titel | Originaltitel | Erstausstrahlung USA | Deutschsprachige Erstausstrahlung (D) | Regie             | Drehbuch                     | Erstausstrahlung UK |
| ---------- | --------- | --------------- | ------------- | -------------------- | ------------------------------------- | ----------------- | ---------------------------- | ------------------- |
| 35         | 1         | —               | Episode 1     | 20. Aug. 2017        | —                                     | Iain B. MacDonald | David Crane & Jeffrey Klarik | 30. März 2018       |
| 36         | 2         | —               | Episode 2     | 27. Aug. 2017        | —                                     | Iain B. MacDonald | David Crane & Jeffrey Klarik | 6. Apr. 2018        |
| 37         | 3         | —               | Episode 3     | 10. Sep. 2017        | —                                     | Iain B. MacDonald | David Crane & Jeffrey Klarik | 13. Apr. 2018       |
| 38         | 4         | —               | Episode 4     | 17. Sep. 2017        | —                                     | Iain B. MacDonald | David Crane & Jeffrey Klarik | 20. Apr. 2018       |
| 39         | 5         | —               | Episode 5     | 24. Sep. 2017        | —                                     | Iain B. MacDonald | David Crane & Jeffrey Klarik | 27. Apr. 2018       |
| 40         | 6         | —               | Episode 6     | 1. Okt. 2017         | —                                     | Iain B. MacDonald | David Crane & Jeffrey Klarik | 4. Mai 2018         |
| 41         | 7         | —               | Episode 7     | 8. Okt. 2017         | —                                     | Iain B. MacDonald | David Crane & Jeffrey Klarik | 11. Mai 2018        |